# 楠萨奇条约
1585年8月10日，英格兰女王伊丽莎白一世与荷兰起义军在英国楠萨奇宫签订《楠萨奇条约》，条约规定了英国协助荷兰抗争西班牙统治的内容。这是荷兰共和国的前身所签署的第一个国际条约。

## 背景
荷兰起义军自1566年开始反抗西班牙腓力二世的统治。由于宗教和经济原因，伊丽莎白一世和腓力二世存在种种矛盾。据传腓力二世密谋推翻伊丽莎白一世的统治，而英国则协助海盗劫掠西班牙船只货物。
1584年12月31日，腓力二世与法国天主教联盟秘密签订《茹安维尔条约》，西班牙承诺为天主教联盟提供资助。该条约成为《楠萨奇条约》签订的导火索。

## 内容
条约包括如下内容
- 英国向荷兰提供5000名步兵和1000匹马，并提供一名优秀的总督（governor-general）。[2]该职位由罗伯特·达德利担任
- 英国向荷兰每年提供60万弗罗林的经济资助，大概相当于荷兰起义军每年四分之一的开销
- 在战争结束后，荷兰退还英国的全部开销
- 荷兰布里勒和弗利辛恩两地交由英国管理
- 伊丽莎白一世有权任命两名国务委员会（Council of State）委员

## 影响
该条约促使腓力二世向英国开战。1588年西班牙派出西班牙无敌舰队进攻英国，但以失败告终。
1598年由荷兰首领和英国枢密院签署《西敏条约》，更新并修改了《楠萨奇条约》的内容。